# Kdatlynók
A kdatlynók egy földönkívüli faj Larry Niven Ismert Űr univerzumában. A Grendel c. novellában találkozhattunk velük először.
A kdatlynókat leginkább érintőszobrászatukról, visszhanglátásukról ismerhetjük, valamint hogy ők az kzinek egyik rabszolgafaja.
Megjelenésüket tekintve nagy és erőteljes kétlábú faj, izmos testtel, durva, pikkelyes bőrrel, visszahúzható karmokkal és vastag irhával, két és fél méteres testmagassággal. Szemük nincsen, mivel olyan világon fejlődtek ki, amely jobban kedvez a radarral tájékozódásnak, mint a látásnak.
A kdatlynó azon kevés fajok egyike, amely képes meghátrálásra bírni egy felnőtt kzint. Legalább egy alkalommal szó esik róla, hogy a kzin Patriarchia Birodalmi Testőreiként használták fel őket, valószínűleg nagy testi erejüknek és politikai semlegességüknek köszönhetően.
A leghíresebb kdatlynó neve Lloobee, aki érintőszobrász, leginkább emberi közönség számára alkot, és a Grendel c. novella szereplője.